# Kanton Aramon
Kanton Aramon (francouzsky Canton d'Aramon) je francouzský kanton v departementu Gard v regionu Languedoc-Roussillon. Tvoří ho devět obcí.

## Obce kantonu
- Aramon
- Comps
- Domazan
- Estézargues
- Meynes
- Montfrin
- Saint-Bonnet-du-Gard
- Sernhac
- Théziers